# جنون الحب (فلم)
جنون الحب فيلم سينمائي مصري، من إنتاج عام 1954، وبطولة راقية إبراهيم وأنور وجدي وعماد حمدي، وإخراج محمد كريم.

## فريق العمل
- راقية إبراهيم في دور نادية / سهير
- أنور وجدي في دور حسين
- عماد حمدي في دور محمد فتحي
- سليمان نجيب
- عبد الوارث عسر
- فردوس حسن
- فردوس محمد

## روابط خارجية
- مقالات تستعمل روابط فنية بلا صلة مع ويكي بيانات